# Sambhaji

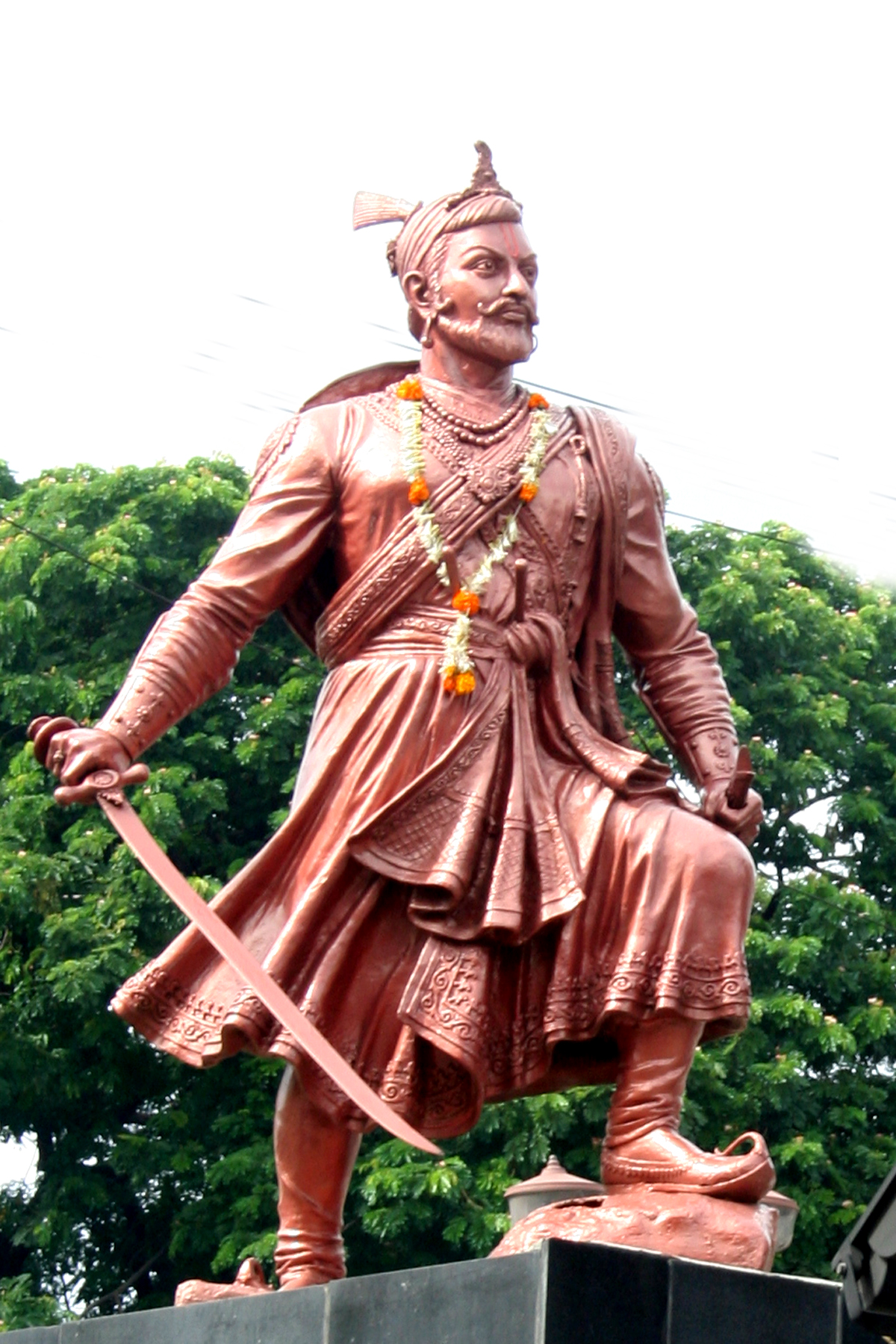
Sambhaji Maharaj

Sambhaji Raje Bhosle (14 de Maio de 1657 – 11 de Março de 1689) foi o filho mais velho de Shivaji, o fundador do Império Marata, a quem sucedeu no trono como Chhatrapati. Poeta e poliglota, foi capturado, torturado e executado às ordens do imperador mogol Aurangzeb.